# 缊纥提
缊纥提（?—?），郁久闾氏，地粟袁的次子，是4世纪柔然部落的首领。
父亲地粟袁死后，长子匹候跋继位，居于东边。而缊纥提统率西边，管理今河套以北，西至额济纳河流域。前秦苻坚灭掉代国的拓跋什翼犍之后，缊纥提投靠了刘卫辰。拓跋珪复国之后，391年，派兵讨伐柔然，追至大碛南床山下，大破柔然，虏其半部。匹候跋归降北魏，北魏将领长孙嵩及长孙肥俘获缊纥提之子曷多汗、诘归之、社崘、斛律等并宗党数百人，缊纥提西逃，将归刘卫辰，拓跋珪追至跋那山，缊纥提投降，拓跋珪待之如旧，安置在云中。394年，其子曷多汗西逃被杀，社崘、斛律投奔匹候跋。

## 子
- 诘归之
- 社崘
- 斛律
- 曷多汗